# Plainmoor
Het Plainmoor Stadium is een voetbalstadion in Torquay, Engeland, dat plaats biedt aan 6.500 toeschouwers. De bespeler van het stadion is Torquay United FC, dat speelt in de National League South.